# 금지중학교
금지중학교(金池中學校)는 대한민국 전북특별자치도 남원시 금지면 옹정리에 있는 공립 중학교이다.

## 학교 연혁
- 1951년 10월 6일 : 금지중학교 설립 준비 기성회 조직
- 1952년 4월 25일 : 금지중학교 개교(3학급), 초대 황성민 교장 취임
- 1955년 4월 21일 : 옹정리 가교사에서 현 학교 부지로 신축 이전
- 1971년 11월 6일 : 본관 건물 신축
- 1974년 12월 20일 : 15학급 인가
- 1994년 10월 30일 : 강당 준공
- 2023년 9월 1일 : 제22대 오호덕 교장 취임
- 2024년 2월 7일 : 제71회 졸업식 (졸업생 3명, 총 졸업생 7,368명)
- 2024년 3월 4일 : 2024학년도 입학식(신입생 3명 입학)

## 참고 자료
- 금지중학교 - 한국교육학술정보원 학교알리미